# Dracula (film, 1992)
Pour les articles homonymes, voir Bram Stoker's Dracula.
Pour plus de détails, voir Fiche technique et Distribution.
Dracula, ou Dracula d'après l'œuvre de Bram Stoker au Québec (Bram Stoker's Dracula) est un film d'horreur fantastique américain réalisé par Francis Ford Coppola et sorti en 1992.
Adaptation du roman de Bram Stoker, le film se démarque des adaptations cinématographiques antérieures en présentant le personnage du comte Dracula plutôt comme la victime d'une malédiction que comme un monstre. Il met également en avant le côté érotique du roman et introduit une romance entre Dracula et le personnage de Mina Murray. La distribution principale est composée de l'acteur Gary Oldman dans le rôle du comte Dracula, de Winona Ryder dans le rôle de Mina Harker, d'Anthony Hopkins dans le rôle du professeur Abraham Van Helsing et de Keanu Reeves dans le rôle de Jonathan Harker.
Le scénario a failli être adapté sous forme de téléfilm avant que Winona Ryder ne manifeste son intérêt et le présente à Francis Ford Coppola, qui décide de le produire et le réaliser. Le film a été un grand succès commercial, avec un accueil critique généralement positif. Il a remporté plusieurs récompenses, dont trois Oscars du cinéma.

## Synopsis
Transylvanie, 1462. Le comte Vlad Dracula, chevalier roumain de l'Ordre du Dragon, part en guerre contre les Turcs en laissant derrière lui sa femme Elisabeta. Cette dernière met fin à ses jours lorsqu'elle apprend la fausse nouvelle de la mort de son bien-aimé — cette fausse nouvelle étant un coup des Turcs pour se venger de leur défaite. Or, le suicide étant considéré comme un péché mortel par l’Église, Elisabeta est considérée comme damnée. Fou de douleur, Vlad Dracula renie l'Église et déclare vouloir venger la mort de sa princesse damnée à l'aide des pouvoirs obscurs, devenant ainsi un vampire sous le nom de Comte Dracula.
Quatre siècles plus tard, en 1897, Jonathan Harker, un jeune clerc de notaire, est envoyé en Transylvanie afin de succéder à son collègue Renfield, devenu fou, pour conclure la vente de l'Abbaye de Carfax à un mystérieux comte qui n'est autre que Dracula. Au moment de la signature finale de la vente, Dracula découvre un portrait de Mina, la fiancée de Harker, semblable en tous points à sa défunte épouse Elisabeta. Dracula décide d'aller la retrouver à Londres et se fait transporter sur le Demeter dans des caisses remplies de sa terre natale. Harker, quant à lui, est prisonnier des femmes vampires du comte qui le vident de son sang, le rendant ainsi inapte à s'échapper du château.
Dracula arrive à Londres et est transporté jusqu'à l'Abbaye de Carfax. Il cherche ensuite une proie en la personne de Lucy, la meilleure amie de Mina, qu'il transforme peu à peu en femme vampire. Le comte possède désormais une apparence jeune et séduisante et emploie tous ses charmes à séduire Mina, dont le fiancé est toujours prisonnier en Transylvanie. La santé de Lucy se dégradant de plus en plus, son futur époux, Arthur Holmwood, fait appel, par l'intermédiaire de son ami le docteur Seward, au professeur Abraham Van Helsing, éminent spécialiste des faits occultes. Pendant une transfusion de sang, Van Helsing obtient la confirmation de ce qu'il craignait, Lucy est la victime d'un vampire. En Transylvanie, Harker réussit à s'échapper du château et trouve refuge dans un couvent de religieuses. Il écrit une lettre à Mina dans laquelle il lui demande de venir au plus vite afin qu'ils s'unissent. Dracula est furieux et tue Lucy afin qu'elle devienne une de ses épouses vampires.
Après les funérailles, Van Helsing mène une excursion jusqu'au caveau familial, où est supposée être Lucy. Elle n'est pas dans son cercueil mais ne tarde pas à revenir avec un enfant dans ses bras dont elle compte se nourrir. Horrifié, le groupe la tue en lui enfonçant un pieu dans le cœur et en la décapitant. Ils brûlent ensuite son corps afin qu'elle trouve le repos éternel. Les époux Harker reviennent à Londres et retrouvent Van Helsing, Seward, Holmwood et le Texan Quincey P Morris pour chasser Dracula. Mina est placée en sécurité dans l'asile dirigé par Seward tandis que le groupe détruit les caisses contenant la terre sacrée de Dracula. Celui-ci, après avoir tué Renfield pour avoir prévenu Mina de son arrivée, rend visite à Mina et lui révèle sa véritable nature. Elle lui demande alors de lui donner la vie éternelle afin qu'ils restent unis. Le groupe de Van Helsing pénètre dans la chambre, interrompant Dracula qui parvient à s'échapper en se transformant en une horde de rats. Van Helsing se propose d'hypnotiser Mina afin qu'elle révèle les projets du comte. C'est ainsi qu'ils apprennent que Dracula rentre en Transylvanie. Van Helsing et les autres prennent le train pour intercepter Dracula avant qu'il n'arrive à son château par bateau mais celui-ci sait à l'avance leur destination car il peut lire dans l'esprit de Mina. Van Helsing prend Mina avec lui et l'emmène au château de Dracula. Les autres se lancent à la poursuite de la calèche de Dracula.
La nuit tombe, et Mina commence à se transformer en vampire à l'approche des femmes vampires de Dracula. Elle essaie de séduire Van Helsing, mais celui-ci lui appose une hostie sur le front, arrêtant momentanément la transformation. Van Helsing crée un cercle de feu autour d'eux afin que les vampires ne s'approchent pas davantage. Au matin, il s'infiltre dans le caveau, les décapite et jette leurs têtes dans le ravin. Plus tard, le soleil s'apprête à se coucher et le convoi de Dracula arrive. Il communique mentalement avec Mina et lui demande d'invoquer une tempête afin de retarder les chasseurs. Quand Dracula sort de son cercueil, Harker lui tranche la gorge et Morris, lui-même mortellement blessé, le poignarde en plein cœur avec un couteau Bowie. Le comte se meurt et Mina l'emmène à l'intérieur du château.
La scène finale se déroule dans la chapelle où Dracula avait renié Dieu et l'Église en 1462. Mina et lui s'embrassent, les chandelles s'allument et la Croix qu'il avait enfoncée est réparée. Il retrouve son apparence juvénile et demande à Mina de lui donner la paix. Elle lui porte le coup de grâce et le décapite. En levant les yeux vers le plafond, elle remarque une fresque qui représente Dracula et sa femme montant au Ciel, ce qui semble suggérer qu'ils ont enfin trouvé le repos et la paix.

## Fiche technique
Sauf indication contraire, les informations mentionnées dans cette section peuvent être confirmées par la base de données cinématographiques IMDb,  présente dans la section « Liens externes ».
- Titre original et français : Dracula
- Titre original complet : Bram Stoker's Dracula
- Titre québécois : Dracula d'après l'œuvre de Bram Stoker
- Réalisation : Francis Ford Coppola
- Scénario : James V. Hart, d'après le roman Dracula de Bram Stoker
- Musique : Wojciech Kilar
- Direction artistique : Andrew Precht
- Décors : Thomas E. Sanders et Garrett Lewis
- Costumes : Eiko Ishioka
- Photographie : Michael Ballhaus
- Son : Aaron Rochin, Dennis S. Sands, Leslie Shatz, Marian Wallace
- Montage : Anne Goursaud, Glen Scantlebury et Nicholas C. Smith
- Production : Francis Ford Coppola, Fred Fuchs et Charles Mulvehill

Coproduction : James V. Hart et John Veitch
Production associée : Susan Landau Finch
Production déléguée : Michael Apted et Robert O'Connor
- Sociétés de production[2] : Columbia Pictures, American Zoetrope et Osiris Films
- Sociétés de distribution[2] : Columbia Pictures (États-Unis), Columbia TriStar Films (France)
- Budget : 40 millions de $[3]
- Pays de production :  États-Unis
- Langues originales : anglais, quelques dialogues en roumain, grec, bulgare et latin
- Format[4] : couleur (Technicolor) — 35 mm — 1,85:1 (Panavision) — son Dolby Digital| Dolby Atmos (réédition en Blu-ray)
- Genre : épouvante-horreur, fantastique, drame, romance
- Durée : 128 minutes
- Dates de sortie[5] :
  - États-Unis, Canada : 13 novembre 1992
  - France : 13 janvier 1993 ; 26 février 2020 (réédition)
  - Royaume-Uni : 29 janvier 1993
- Classification[6] :
  - États-Unis : R – Restricted (interdit aux moins de 17 ans[Note 1])
  -  Royaume-Uni : 18 - Suitable only for adults (Interdit aux moins de 18 ans)
  - France : Interdit aux moins de 12 ans[7]

## Distribution
- Gary Oldman (VF : Stéphane Freiss / André Oumansky Dracula âgé ; VQ : Guy Nadon) : le comte Vlad Dracul / Dracula
- Winona Ryder (VF : Claire Guyot ; VQ : Violette Chauveau) : Mina Murray / Elisabeta
- Anthony Hopkins (VF : Jean-Pierre Moulin ; VQ : Jean Galtier) : le narrateur / le prêtre / Abraham Van Helsing
- Keanu Reeves (VF : Thierry Ragueneau ; VQ : Benoit Éthier) : Jonathan Harker
- Richard E. Grant (VF : Guy Chapellier ; VQ : Daniel Picard) : Dr Jack Seward
- Sadie Frost (VF : Michèle Lituac ; VQ : Geneviève De Rocray) : Lucy Westenra
- Cary Elwes (VF : Georges Caudron ; VQ: Daniel Lesourd) : Lord Arthur Holmwood
- Billy Campbell (VF : Bernard Gabay ; VQ : Alain Zouvi) : Quincey P. Morris
- Tom Waits (VF : Laurent Hilling) : R. M. Renfield
- Jay Robinson (VF : Louis Arbessier) : M. Hawkins
- Monica Bellucci, Michaela Bercu, Florina Kendrick : les concubines de Dracula

Sources et légende : Version française (VF) sur AlloDoublage. Version québécoise (VQ) sur Doublage Québec

## Production

### Genèse et développement

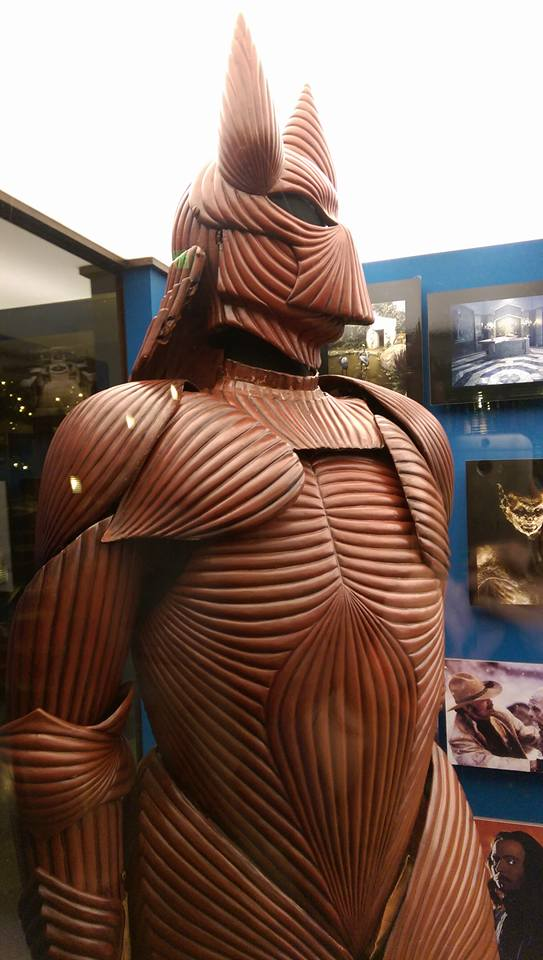
L'armure que porte Dracula au début du film, exposée à la propriété du réalisateur Francis Ford Coppola.

James V. Hart commence à écrire le scénario du film en 1977 après avoir réalisé qu'aucun film sur le comte Dracula sorti jusqu'ici ne s'était intéressé à l'aspect érotique du roman de Bram Stoker et qu'ils se basaient plus sur la pièce de théâtre que sur le livre. Pendant plusieurs années, Hart travaille périodiquement sur son projet et cherche à le concrétiser après avoir terminé le scénario de Hook. Mais aucun studio de production n'est intéressé excepté une petite compagnie, Wilshire Court, spécialisée dans les téléfilms. En juillet 1990, Wilshire Court projette d'adapter le scénario de Hart en téléfilm avec un budget de 3 500 000 $ mais laisse cependant six mois au scénariste pour trouver un autre financement. À l'automne 1990, Winona Ryder, admiratrice du roman de Stoker, lit le scénario et se montre intéressée par le rôle de Mina Murray. Peu après, Francis Ford Coppola, qui a entendu des rumeurs disant qu'il en voulait à Ryder pour s'être désistée au dernier moment de son rôle de Mary Corleone dans Le Parrain 3, invite l'actrice pour lui prouver le contraire. Ryder emmène avec elle le scénario de Dracula pour le lui présenter et Coppola, après l'avoir lu, est immédiatement intéressé pour produire et réaliser le film.
Francis Ford Coppola fait réaliser par un dessinateur un storyboard d'un millier d'images et le filme pour créer une version animée sommaire du film. Il met celle-ci en musique et y intègre des images de La Belle et la Bête (1946) de Jean Cocteau et d'œuvres de Gustav Klimt afin de montrer à ses décorateurs et costumiers des exemples de l'esthétique qu'il souhaite donner au film (l'un des vêtements de Dracula est d'ailleurs directement inspiré d'une peinture de Klimt intitulée Le Baiser).
En raison de son budget assez limité, Francis Ford Coppola décide de tourner le film entièrement en studios à Los Angeles et de ne pas se servir de l'informatique pour réaliser les effets spéciaux, envoyant son fils Roman se renseigner sur la façon dont les effets spéciaux étaient réalisés aux débuts du cinéma. Pour ne pas se ruiner en décors coûteux, il use d'artifices avec des projections de photographies sur les murs et en jouant sur les ombres. Il mise surtout sur les costumes réalisés par Eiko Ishioka pour créer l'ambiance du film et mettre les acteurs en valeur. En accord avec la ligne esthétique voulue par le cinéaste, elle va puiser dans le symbolisme et notamment les œuvres de Gustave Moreau, Gustav Klimt et Fernand Khnopff pour définir le caractère visuel des personnages.
Francis Ford Coppola réunit ses principaux acteurs dans sa résidence de Napa pour les répétitions et leur fait lire à haute voix le roman de Stoker pour les imprégner de l'histoire. Lors des répétitions, la scène où Dracula s'oppose à Van Helsing et à son groupe à l'asile est particulièrement difficile à appréhender pour Oldman et crée quelques tensions, Coppola finissant par se mettre en colère contre l'acteur avant que les choses ne s'apaisent. Six semaines avant le début du tournage, Coppola renvoie son chef décorateur Dante Ferretti et le remplace par Thomas E. Sanders.

### Attribution des rôles
Pour le rôle de Mina Harker, Drew Barrymore est le premier choix. Liam Neeson est à l'origine le premier envisagé pour incarner le rôle d'Abraham Van Helsing mais, lorsqu'Anthony Hopkins manifeste son intérêt pour le rôle, il se retire du projet. Pour le rôle de Jonathan Harker, Francis Ford souhaite Johnny Depp mais le studio préfère Keanu Reeves. Charlie Sheen est également sollicité pour ce même rôle. Pour le rôle de R. M. Renfield, incarné ici par Tom Waits, le premier choix est Steve Buscemi qui le refuse. Ian Dury est également sollicité pour ce rôle. Pour le rôle de Lucy Westenra, le premier choix est Juliette Lewis.

### Tournage

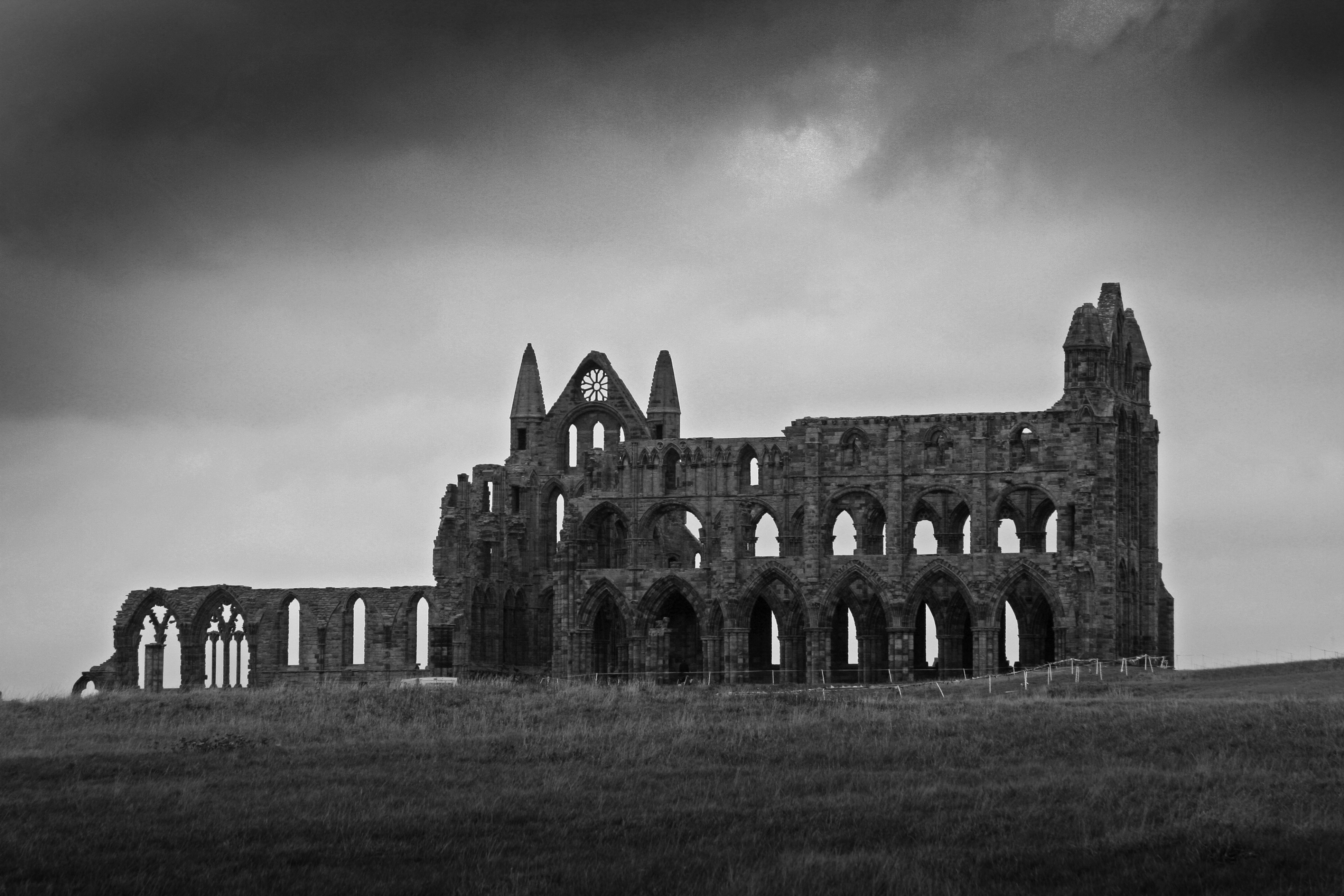
L’abbaye de Whitby, ville portuaire dans laquelle échoua le Demeter à bord duquel se trouvait Dracula dans le roman de Stoker.

Le tournage a lieu du 14 octobre 1991 au 31 janvier 1992. Ne se sentant pas à l'aise pour parler à Ryder et à Sadie Frost de leurs scènes érotiques, Coppola fait appel à Greta Seacat, professeur d'art dramatique, pour qu'elle le fasse à sa place. Il demande aussi à Gary Oldman de tenir en dehors du cadre des propos érotiques à Frost pendant qu'elle tourne l'une de ces scènes.
Par ailleurs, Gary Oldman effraie quelque peu les deux jeunes actrices par son immersion totale dans son rôle, Winona Ryder confiant par la suite qu'elle n'a pas rencontré Gary Oldman pendant le tournage mais quelqu'un d'autre. Gary Oldman doit quant à lui être emmené un jour aux urgences en raison d'une réaction allergique à son costume en latex. La scène où Lucy retourne dans son cercueil dans la crypte souterraine est filmée à l'envers. Dans cette même scène, la petite fille qui joue le rôle de l'enfant porté par Lucy dans la crypte a vraiment peur de Sadie Frost lorsque la séquence est tournée. Il faut que Francis Ford Coppola et l'actrice usent de toute leur diplomatie pour la convaincre de revenir faire d'autres prises.
La scène du cercle de feu se révèle très éprouvante pour Winona Ryder, qui a une peur panique du feu et a appréhendé cette scène durant tout le tournage. Mais Anthony Hopkins la réconforte en la prenant dans ses bras entre chaque prise.

## Bande originale
La musique du film est composée par Wojciech Kilar. La chanson Love Song for a Vampire, écrite et interprétée par Annie Lennox et utilisée dans le générique de fin du film, a été un succès dans de nombreux pays, se classant notamment à la 3e place des charts britanniques, à la 10e place des charts français et à la 24e du classement Alternative Songs aux États-Unis. La bande originale est sortie sous le label Columbia Records le 24 novembre 1992. L'album atteint la 94e place du classement Billboard 200 aux États-Unis.

## Sortie et accueil

### Box-office
| Pays ou région        | Box-office        | Date d'arrêt du box-office | Nombre de semaines |
| --------------------- | ----------------- | -------------------------- | ------------------ |
| États-Unis Canada     | 82 522 790 $      | 24 décembre 1992           | 6                  |
| France                | 3 166 906 entrées | -                          | -                  |
| Total hors États-Unis | 133 339 902 $     | -                          | -                  |
| Total mondial         | 215 862 692 $     | -                          | -                  |

Le film sort aux États-Unis et au Canada le 13 novembre 1992 dans 2 491 salles et rapporte 30 521 679 $ pour son premier week-end d'exploitation, se classant au premier rang du box-office hebdomadaire. Il a été un grand succès commercial, rapportant 215 862 692 $ dans le monde entier (82 522 790 $ aux États-Unis et au Canada et 133 339 902 $ dans le reste du monde), ce qui le classe à la neuvième place du box-office mondial des films sortis en 1992. En France, le film a réalisé 3 166 906 entrées, ce qui le place dans ce pays au 6e rang des films sortis en 1993.

## Réception critique
Dracula reçoit un accueil critique généralement positif. Sur le site agrégateur de critiques Rotten Tomatoes, il obtient un score de 69 % d'avis favorables, sur la base de 128 critiques collectées et une note moyenne de 6,6/10. Sur Metacritic, le film obtient une note moyenne pondérée de 57 sur 100, sur la base de 17 critiques collectées.

### Positif
Parmi les critiques favorables, Richard Corliss de Time Magazine évoque une « romance affriolante et infernale » à la fois et qui « redonne au comte ses lettres de noblesse ». Pour Roger Ebert du Chicago Sun-Times, qui donne au film une note de 3 étoiles sur 4, le film souffre d'une « narration confuse » mais loue son côté spectaculaire, ses décors et sa photographie ainsi que le jeu de Gary Oldman, Winona Ryder et Anthony Hopkins. Pour Vincent Canby du New York Times, le film est un « tour de force vertigineux » bénéficiant de « décors et costumes splendides », d'un « montage insensé qui rappelle la majesté créative du Napoléon d'Abel Gance » et d'acteurs principaux qui sont « tous bons ». Pour Jonathan Rosenbaum du Chicago Reader, le film, fascinant et visuellement superbe, met en avant les interprétations de Sadie Frost et Tom Waits, mais le critique regrette une histoire « qui se disperse parfois et est quelque peu surchargée ». Pour Luc Honorez du Soir, Dracula est « interprété avec une forte conviction par Gary Oldman » ; le film « frappe par sa densité » et est un « excellent divertissement, riche de sens, mais ne se transforme jamais en « pièce unique » comme le sont certains films ».

### Négatif
Parmi les critiques plus mitigées, Todd McCarthy de Variety estime que le film est un « régal visuel », notamment pour les costumes, et qu'il bénéficie de solides interprétations — celles de Tom Waits, d'Anthony Hopkins et de Winona Ryder, mais que Gary Oldman, malgré son jeu d'acteur intelligent « manque de charisme » pour porter l'histoire d'un point de vue émotionnel, et que le film est « gore sans être effrayant ». Pour Desson Howe du Washington Post, le film est « captivant par moments, sans intérêt à d'autres », un délice visuel sans consistance qui vaut surtout pour « l’extraordinaire interprétation de Gary Oldman ». Pour Owen Gleiberman d'Entertainment Weekly, qui donne au film la note de B-, malgré le « génie visuel » de Coppola, la « superbe première demi-heure » et « la dynamique Sadie Frost », le film s'enfonce au bout d'un moment dans les poncifs du genre sans « apporter le choc et la passion de la soif de sang de Dracula ». Pour Pierre Murat de Télérama, le film est un « fourre-tout magnifique et décevant » à la fois ; magnifique dans le prologue et l'histoire d'amour entre Dracula et Mina, et décevant dans l'épisode de la possession de Lucy par Dracula.

## Distinctions
Entre 1992 et 2019, Dracula (1992) a été sélectionné 50 fois dans diverses catégories et a remporté 24 récompenses,.

### Année 1992
| Année | Festivals de cinéma                                                           | Catégorie/Récompense                                 | Nommé(es)/Lauréat(es)                                                                          | Nommé(es)/Lauréat(es) |
| ----- | ----------------------------------------------------------------------------- | ---------------------------------------------------- | ---------------------------------------------------------------------------------------------- | --------------------- |
| 1992  | Communauté du circuit des récompenses (Awards Circuit Community Awards (ACCA) | Prix ACCA du meilleur décor                          | Thomas E. Sanders et Garrett Lewis                                                             | Lauréat               |
| 1992  | Communauté du circuit des récompenses (Awards Circuit Community Awards (ACCA) | Prix ACCA de la meilleure conception de costumes     | Eiko Ishioka                                                                                   | Lauréat               |
| 1992  | Communauté du circuit des récompenses (Awards Circuit Community Awards (ACCA) | Prix ACCA du meilleur maquillage et coiffure         | Greg Cannom, Michèle Burke et Matthew W. Mungle                                                | Lauréat               |
| 1992  | Communauté du circuit des récompenses (Awards Circuit Community Awards (ACCA) | Meilleure photographie                               | Michael Ballhaus                                                                               | Nomination            |
| 1992  | Communauté du circuit des récompenses (Awards Circuit Community Awards (ACCA) | Meilleur son                                         | Aaron Rochin, Tom C. McCarthy, David E. Stone, Dennis S. Sands, Leslie Shatz et Marian Wallace | Nomination            |
| 1992  | Communauté du circuit des récompenses (Awards Circuit Community Awards (ACCA) | Meilleurs effets visuels                             | Roman Coppola, Gary Gutierrez, Michael Lantieri et Gene Warren Jr.                             | Nomination            |
| 1992  | Prix Fangoria Chainsaw                                                        | Prix Chainsaw du meilleur acteur                     | Gary Oldman                                                                                    | Lauréat               |
| 1992  | Prix Fangoria Chainsaw                                                        | Prix Chainsaw du meilleur acteur dans un second rôle | Anthony Hopkins                                                                                | Lauréat               |
| 1992  | Prix Fangoria Chainsaw                                                        | Meilleure actrice                                    | Winona Ryder                                                                                   | Nomination            |
| 1992  | Prix Fangoria Chainsaw                                                        | Meilleure actrice dans un second rôle                | Sadie Frost                                                                                    | Nomination            |
| 1992  | Prix Fangoria Chainsaw                                                        | Meilleur film studio/grand format                    | -                                                                                              | Nomination            |
| 1992  | Prix Fangoria Chainsaw                                                        | Meilleur scénario                                    | James V. Hart                                                                                  | Nomination            |
| 1992  | Prix Fangoria Chainsaw                                                        | Meilleure bande sonore                               | Wojciech Kilar                                                                                 | Nomination            |
| 1992  | Prix Fangoria Chainsaw                                                        | Meilleur maquillage FX                               | Greg Cannom                                                                                    | Nomination            |

### Année 1993
| Année | Festivals de cinéma                                                             | Catégorie/Récompense                         | Nommé(es)/Lauréat(es)                              | Nommé(es)/Lauréat(es) |
| ----- | ------------------------------------------------------------------------------- | -------------------------------------------- | -------------------------------------------------- | --------------------- |
| 1993  | Association des critiques de cinéma de Chicago                                  | Prix CFCA de la meilleure photographie       | Michael Ballhaus                                   | Lauréat               |
| 1993  | Éditeurs de sons de films                                                       | Meilleur montage sonore – Dialogues          | Mark R. La Pointe                                  | Nomination            |
| 1993  | Jupiter Awards                                                                  | Meilleure actrice internationale             | Winona Ryder                                       | Lauréat               |
| 1993  | MTV Movie Awards                                                                | Meilleur baiser                              | Gary Oldman et Winona Ryder                        | Nomination            |
| 1993  | Oscars du cinéma,                                                               | Oscar des meilleurs costumes                 | Eiko Ishioka                                       | Lauréat               |
| 1993  | Oscars du cinéma,                                                               | Oscar des meilleurs maquillages              | Greg Cannom, Michèle Burke et Matthew W. Mungle    | Lauréat               |
| 1993  | Oscars du cinéma,                                                               | Oscar des meilleurs montage d'effets sonores | Tom C. McCarthy et David E. Stone                  | Lauréat               |
| 1993  | Oscars du cinéma,                                                               | Meilleure direction artistique (décors)      | Thomas E. Sanders et Garrett Lewis                 | Nomination            |
| 1993  | Prix Hugo                                                                       | Meilleure présentation dramatique            | Francis Ford Coppola, James V. Hart et Bram Stoker | Nomination            |
| 1993  | Saturn Awards - Académie des films de science-fiction, fantastique et d'horreur | Prix Saturn du meilleur film d'horreur       | -                                                  | Lauréat               |
| 1993  | Saturn Awards - Académie des films de science-fiction, fantastique et d'horreur | Prix Saturn du meilleur acteur               | Gary Oldman                                        | Lauréat               |
| 1993  | Saturn Awards - Académie des films de science-fiction, fantastique et d'horreur | Prix Saturn de la meilleure réalisation      | Francis Ford Coppola                               | Lauréat               |
| 1993  | Saturn Awards - Académie des films de science-fiction, fantastique et d'horreur | Prix Saturn du meilleur scénario             | James V. Hart                                      | Lauréat               |
| 1993  | Saturn Awards - Académie des films de science-fiction, fantastique et d'horreur | Prix Saturn des meilleurs costumes           | Eiko Ishioka                                       | Lauréat               |
| 1993  | Saturn Awards - Académie des films de science-fiction, fantastique et d'horreur | Meilleure actrice                            | Winona Ryder                                       | Nomination            |
| 1993  | Saturn Awards - Académie des films de science-fiction, fantastique et d'horreur | Meilleur acteur dans un second rôle          | Anthony Hopkins                                    | Nomination            |
| 1993  | Saturn Awards - Académie des films de science-fiction, fantastique et d'horreur | Meilleure musique                            | Wojciech Kilar                                     | Nomination            |
| 1993  | Saturn Awards - Académie des films de science-fiction, fantastique et d'horreur | Meilleur maquillage                          | Greg Cannom, Matthew W. Mungle et Michèle Burke    | Nomination            |
| 1993  | Saturn Awards - Académie des films de science-fiction, fantastique et d'horreur | Meilleurs effets visuels                     | Roman Coppola                                      | Nomination            |
| 1993  | Société Américaine des Compositeurs, Auteurs et Éditeurs de Musique             | Prix ASCAP des meilleurs films au box-office | Wojciech Kilar                                     | Lauréat               |

### Année 1994
| Année | Festivals de cinéma                                                       | Catégorie/Récompense                           | Nommé(es)/Lauréat(es)                                              | Nommé(es)/Lauréat(es) |
| ----- | ------------------------------------------------------------------------- | ---------------------------------------------- | ------------------------------------------------------------------ | --------------------- |
| 1994  | Cadres Argentés                                                           | Prix Cadres Argentés du meilleur film étranger | Francis Ford Coppola                                               | Lauréat               |
| 1994  | Prix internationaux des moniteurs (International Monitor Awards)          | Sorties cinémas - Correction des couleurs      | David Bernstein (pour Criterion Collection Édition Laserdisc)      | Lauréat               |
| 1994  | Récompenses des arts du cinéma et de la télévision de la British Academy, | Meilleurs costumes                             | Eiko Ishioka                                                       | Nomination            |
| 1994  | Récompenses des arts du cinéma et de la télévision de la British Academy, | Meilleur maquilleur                            | Greg Cannom, Michèle Burke et Matthew W. Mungle                    | Nomination            |
| 1994  | Récompenses des arts du cinéma et de la télévision de la British Academy, | Meilleure direction artistique                 | Thomas E. Sanders                                                  | Nomination            |
| 1994  | Récompenses des arts du cinéma et de la télévision de la British Academy, | Meilleurs effets spéciaux                      | Roman Coppola, Gary Gutierrez, Michael Lantieri et Gene Warren Jr. | Nomination            |

### Années 2012 à 2019
| Année | Festivals de cinéma                                                                                   | Catégorie/Récompense                                                          | Nommé(es)/Lauréat(es)                                | Nommé(es)/Lauréat(es) |
| ----- | --- | ----------------------------------------------------------------------------- | ---------------------------------------------------- | --------------------- |
| 2012  | Festival du Film Jules Verne                                                                          | Meilleur film d'aventure ou de science-fiction                                | -                                                    | Nomination            |
| 2012  | Prix 20/20 (20/20 Awards)                                                                             | Felix du meilleur design sonore                                               | -                                                    | Lauréat               |
| 2012  | Prix 20/20 (20/20 Awards)                                                                             | Felix de la meilleure direction artistique                                    | Thomas E. Sanders                                    | Lauréat               |
| 2012  | Prix 20/20 (20/20 Awards)                                                                             | Felix de la meilleure photographie                                            | Michael Ballhaus                                     | Lauréat               |
| 2012  | Prix 20/20 (20/20 Awards)                                                                             | Felix de la meilleure conception de costumes                                  | Eiko Ishioka                                         | Lauréat               |
| 2012  | Prix 20/20 (20/20 Awards)                                                                             | Felix du meilleur maquillage                                                  | -                                                    | Lauréat               |
| 2012  | Prix 20/20 (20/20 Awards)                                                                             | Felix des meilleurs effets visuels                                            | -                                                    | Lauréat               |
| 2012  | Prix 20/20 (20/20 Awards)                                                                             | Meilleur montage de film                                                      | Anne Goursaud, Glen Scantlebury et Nicholas C. Smith | Nomination            |
| 2012  | Prix 20/20 (20/20 Awards)                                                                             | Meilleure chanson originale                                                   | Annie Lennox (pour 'Love Song for a Vampire')        | Nomination            |
| 2019  | Prix international de la critique de musique de film (International Film Music Critics Award (IFMCA)) | Meilleure nouvelle version ou nouvel enregistrement d'une partition existante | Wojciech Kilar, Dan Goldwasser et Timothy Greiving   | Nomination            |

## Différences avec le roman
Le film de Francis Ford Coppola tente de revenir aux sources de la légende de Dracula. Son scénario, écrit par James V. Hart, est ainsi fidèle à l'œuvre écrite par Bram Stoker et s'éloigne des clichés des versions cinématographiques précédentes.
En revanche, l'une de ses originalités par rapport au livre a été l'introduction d'une histoire d'amour entre Dracula et Mina Murray qui est absente du livre de Stoker. Par contre, le suicide d'Elisabeta, au début du film, est inspiré d'une histoire vraie. D'après la légende, lors du siège de Poenari, la femme de Vlad l'Empaleur, qui voulut s'échapper, trouva la mort en tombant du haut de la falaise. En ce sens, selon Coppola, le film est plus inspiré de la réalité historique que le roman. Ce faisant, le réalisateur identifie Dracula comme le personnage historique de Vlad Tepes, ce que Stoker ne fait pas dans son roman.
Par ailleurs, Stoker avait fait de Dracula un monstre sans sentiments ; le personnage évolue considérablement dans la version de Coppola et devient une victime de sa propre folie, qui finit par regretter ses actes et supplier Mina de lui offrir le repos éternel. De monstre sanguinaire, Dracula devient ainsi victime de l'amour, facette qui vient considérablement approfondir son caractère tout en changeant nettement la finalité de l'œuvre originale. De plus, le personnage de Mina change également : dans le roman, elle est victime et ennemie du comte, contrairement au film où elle est la réincarnation de son amour perdu et finit par tomber amoureuse de lui.

## Sortie vidéo
Dracula est sorti en DVD le 7 octobre 1997 en région 1 et le 2 juin 1999 en région 2. Une édition collector en DVD et en disque blu-ray a été mise sur le marché le 3 octobre 2007. Elle contient une introduction et un commentaire audio par Coppola, quatre documentaires (sur le making-of, les costumes, les effets spéciaux et le visuel du film), douze scènes coupées ou rallongées et des bandes-annonces.